# Stortorp, Örebro kommun
Stortorp är en ort i Norrbyås socken i Örebro kommun belägen cirka 10 km sydost om Örebro och söder om Ekeby-Almby.  Närliggande småorter är Hidingsta, Mark och Ormesta. Bebyggelsen i södra delen av orten har av SCB avgränsats till en småort, namnsatt Stortorp (södra delen).

## Historia
Stortorps historia sträcker sig från 1 september 1386 då ortsnamnet första gången kan beläggas i ett brev av Kristina Nilsdotter som då pantsätter sitt gods för 200 lödiga mark silver. I brevet kan man läsa: 
Kristina Nilsdotter pantsätter för 200 löd.mark till Nydala kloster sitt gods [Stor]torp i Norrbyås socken (Sköllerstahärad) i Närke, som hennes avlidne man givit henne till morgongåva, var emot abboten och konventet förpliktas att hålla 2 mässor i veckan för hennes,mannens, föräldrarnas och barnens själar.
Ortsnamnet Stortorp förekommer också 1519 i flera dokument rörande byteshandel mellan Abbot Arvid i Nydala kloster och biskop Hans Brask i Linköping. I ett av breven kan man läsa:
Abboten broder Arvid och konventet i Nydala kloster antvardar till biskop Hans i Linköping 4 torpställen - "Hindricstorp, Älmestorp, Hästgänge, Maratorp" - i Stortorp i Norrbyås socken (Sköllerstad härad) att rådas av biskopen.
Stortorp nämns ofta i kyrkböcker från 1700-talets mitt och framåt.
Under tidiga 1900-talet var plöjningstävlingar med häst förekommande.

## Bebyggelse
Husen är främst jordbruksfastigheter byggda runt 1900-talets början och hus byggda under den gröna vågen på slutet av 70- och början av 80-talet. Några enstaka torp byggda innan 1900-talet finns.
Stortorp är inte anslutet till det kommunala vatten- och avloppsnätet. Hushållen har egna brunnar av varierande kvalitet. Avloppen är av olika konstruktion, trekammarbrunnar är förekommande. 2011 inventerade Örebro kommun de befintliga avloppsanläggningarna och ålade de fastighetsägare vars avlopp var i otjänligt skick att förnya sin anläggning.

## Vägnät
Vägarna i stortorp består främst av grusvägar till undantagen hör den asfalterade Stortorpsvägen som sträcker sig mellan Ormesta och Norrbyås. Vägen mellan Stortorp och Resta bör också räknas till det huvudsakliga vägnätet och har de första 100 meterna från Stortorpshållet en beläggning av oljegrus.